# Шумахер, Пётр Васильевич
Пётр Васи́льевич Шума́хер (6 [18] августа 1817, Нарва — 11 [23] мая 1891, Москва) — русский поэт-сатирик
, пародист и юморист
. Наиболее прочную славу Шумахер приобрёл благодаря приписываемому ему анонимному сборнику нецензурной (или срамной) поэзии «Между друзьями», впервые изданному в Лейпциге и Веймаре в 1883 году.

## Биография чиновника
Пётр Васильевич Шумахер (по происхождению датчанин) немецко-польских кровей. Его предки поселились в России ещё во времена царя Алексея Михайловича. Прадед владел в Москве аптекой. Отец, участник войны 1812 года, в должности адъютанта графа Егора Канкрина дошёл до Парижа, а во время своего возвращения из Европы — женился на польке Хлобысевич, будущей матери поэта.
Пётр Шумахер родился 6 августа 1817 года в Нарве, крёстным его был будущий министр финансов, граф Канкрин, впоследствии (в 1830-е годы) протежировавший также и его первым шагам на службе (в качестве чиновника Военного министерства и Министерства финансов). Сперва Пётр Шумахер учился в Орше в иезуитском конквите, а затем в Петербургском Коммерческом училище. По окончании курса поступил на мелкую должность в Военное министерство, но довольно скоро перешёл в финансовое ведомство «чиновником для письма» к Якобсону.
В 1835 году по делам службы переселяется в Сибирь. В 1840-х годах ненадолго возвращается в Санкт-Петербург, однако выходит в отставку, чтобы поступить на частную службу управляющим золотыми приисками Базилевских, Рюминых и Бенардаки. Во время служебных поездок по приискам, кстати, Шумахер не раз встречался с декабристами, что дополнительно укрепило его резко-критический взгляд на современную российскую действительность.
Именно тогда, в сороковых годах Шумахер начинает писать стихи, однако первые успехи и известность приходит к нему только в конце пятидесятых — начале шестидесятых годов.
За время работы на приисках Шумахер составил себе некоторый капитал и женился на купеческой вдове Александре Петровне Прен, а в начале 1850-х, уволившись с должности управляющего — снова возвращается в Петербург. Оставив службу вполне состоятельным человеком, в 1853—1854 годах Шумахер вместе с супругой отправляется путешествовать по Европе (посетив Францию, Италию и Германию). Вернувшись из-за границы, в 1855 году поселяется в Нижнем Новгороде в доме деда своей жены. Здесь он живёт на широкую ногу, ведёт разгульный образ жизни, но также и выступает на любительских театральных постановках и в концертах как актёр, чтец и поэт-сатирик.
О годах «счастливой семейной жизни», прошедших в Нижнем Новгороде, Шумахер не мог вспоминать без содрогания. Он считал это время наихудшим для себя. Позднее в одном из его писем внезапно прорвалась столь нехарактерная для него по-настоящему трагическая нотка: «О Нижнем я вспоминать не могу: в нём я выстрадал самое тяжёлое, самое ужасное время своей жизни. От горя, грубых оскорблений, унижений я доходил до отчаяния, и ещё голова крепка была, что с ума не спятил». Быстро спустив нажитое в Сибири состояние, в начале 1860-х Шумахер был вынужден опять вернуться в Санкт-Петербург и поступить на службу, где его снова определяют и направляют в Сибирь. Одновременно он окончательно расходится со своей бывшей женой, что стало для него подлинным освобождением.
В начале 1860-х годов Пётр Шумахер служит чиновником особых поручений при генерал-губернаторе Восточной Сибири графе Муравьёве-Амурском. За годы службы объездил громадную территорию генерал-губернаторства, занимаясь описанием населения и берегов Амура. По поручению Муравьева-Амурского и пользуясь предоставляемыми им документами, Шумахер также занимается составлением истории края. Результатом работы стали несколько исторических очерков, вышедших в конце 1870-х годов в «Русском Архиве»:
Бывало, в дружеской попойке

Пропустишь водки целый штоф

И, дёрнув за город на тройке,

Глотаешь пойла всех сортов.

Бывало, в бешеную пору

Увидел юбку — и беда!

Влюблялся в женщин без разбору:

Был их поклонником всегда.

1877 год
- «Оборона Камчатки и восточной Сибири против англо-французов в 1854 и 1855 гг.»
- «К истории приобретения Амура: наши сношения с Китаем 1848—1860 гг. по неизданным источникам»
- «Первые русские поселения на Сибирском востоке»
- «Наши сношения с Китаем за 1567—1805 гг.»

Повседневное поведение и внешний облик Шумахера были чрезвычайно колоритны. Можно сказать, что он сам напоминал одного из смачных персонажей своей поэзии. Высокий и тучный, с густой шевелюрой, не поредевшей и не поседевшей до старости, он вёл жизнь шумную, весёлую и обильную, понимая толк в еде, питье и более тонких удовольствиях. Одна его знакомая, знавшая Шумахера ещё со времён жизни в Иркутске, оставила о нём следующие воспоминания:

«…Водку он пил не иначе, как большими чайными стаканами. Со своими друзьями, фотографом Брюэн-де-Сент-Ипполитом и доктором Персиным, за один присест обыкновенно выпивали четверть ведра. Несмотря на невероятное количество выпиваемых им спиртных напитков, я пьяным его не видела никогда. Это была сильная и закалённая натура. Выходя на улицу, он никогда не надевал ни шубы, ни пальто и в самые сильные морозы щеголял в одном сюртуке. Домашний костюм его был — длинная женская рубашка, и больше ничего. <…> Несмотря на то, что он воспитывался у ксёндзов, он был полнейший атеист. Литературу и иностранные языки он знал великолепно. Для общества это был незаменимый человек. Он очень любил рассказывать. Когда он начинал говорить, пересыпая речь остротами и шутками, все тут же умолкали. <…> К сожалению, он был большой циник и, не стесняясь присутствием женщин, говорил непозволительные вещи. Утверждая, что необходимо серьёзное мешать с весёлым, он постоянно выкидывал разные дурачества. <…> Вообще он всегда говорил так, что трудно было уловить, правду ли он говорит или врёт. 
А врать он любил вообще». 
По всей видимости, в поведении и облике Шумахера очень сильно проявлялся элемент декоративности, намеренной игры, а временами даже грубой стилизации. Каждому из своих поступков он пытался придать вид какого-то знака или образа. В своих «Записках о прошлом» Пётр Суворов писал о Шумахере: «…раз в неделю он совершал шумные поездки в баню. Как Вакх, он возлежал в глубине колесницы; кругом него помещались нимфы и обмахивали его вместо лавровых ветвей берёзовыми вениками. Песни неслись с экипажа…»

## Биография поэта

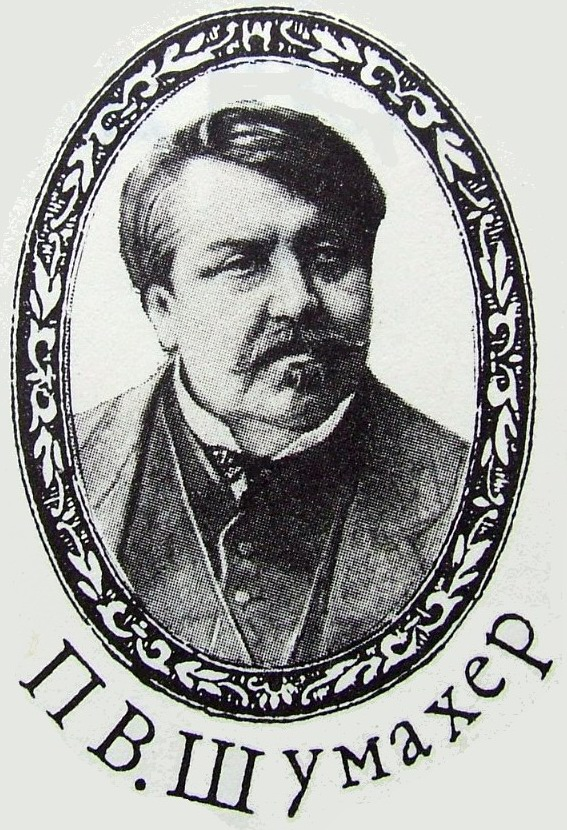
Пётр Шумахер, столичный литератор (ок.1871)

В 1872 году, в очередной раз выйдя в отставку, пятидесятипятилетний Шумахер снова вернулся в Петербург. Первое время он всерьёз пытался вести образ жизни профессионального литератора и сделать карьеру поэта. Он живёт один, достаточно плотно общаясь с литературными и театральными кругами столицы, регулярно участвует в вечерах «Артистического кружка», время от времени пытается хлопотать об организации своих концертов в Москве и Петербурге. Кстати говоря, именно сборы от подобных концертов и сделались в это время основным источником пополнения его весьма скудного бюджета. Один из его поклонников вспоминал впоследствии о неизменном успехе шумахерских декламаций, когда столь колоритный кинический поэт «под гром аплодисментов читал собственные злободневные куплеты, всегда свежие и остроумные»… В этом смысле Шумахера безусловно можно назвать не столько поэтом, сколько автором-исполнителем, художественным чтецом, актёром и отчасти классическим шансонье, предтечей авторских музыкально-поэтических концертов Михаила Кузмина, Игоря Северянина и Михаила Савоярова.
В середине 1870-х годов стихи Петра Шумахера достаточно часто печатались в журналах и газетах, а также звучали со сцены (прежде всего, в авторском исполнении). Однако сам Пётр Шумахер как в силу своего асоциального характера, так и круга общения никогда не находился в эпицентре процесса развития большой литературы, хотя, по его же собственным словам, уже с конца 1830-х годов он стал в литературных кругах «вполне своим человеком» и знал литературную (богемную) жизнь обеих столиц, так сказать, «изнутри» (что и не мудрено). Однако беспорядочный образ его жизни (в том числе, постоянные разъезды и долгое пребывание в Сибири или Нижнем) и, главное, сам характер его темперамента и таланта превращал фигуру поэта в ярко-маргинальную и лишённую необходимого флёра поэтической «подлинности». Ибо таков, прежде всего, и был его цинический талант поэта и человека. Почти все стихи Шумахера можно отнести к двум жанрам: это обличительные сатиры (или откровенные памфлеты, доходящие до пасквиля) — или же подчёркнуто-домашнее, кружковое стихотворство «в кругу друзей». По характеру своей индивидуальности и дарования Шумахер не относился (да и не мог относиться) к поэзии «высоко и серьёзно». И — как итог: отличительная черта обоих жанров его творчества — нарочитое избегание всего ценного и возвышенного, скептический и подчёркнуто-пониженный, «прозаический» взгляд на жизнь, построенный на резком конфликте между кажимостью и действительностью (мечтой и реальностью).
Вполне под стать авторским амбициям развивалась и публичная судьба его творчества. О первых своих публикациях (случившихся в 1840-е годы в основном на страницах журнала «Репертуар русского и пантеон всех европейских театров») сам Шумахер позднее отзывался как о случайных и вышедших в свет чуть ли не «вопреки его авторской воле». Значительно чаще он печатался в 1860—1870 годы (во времена пореформенного послабления цензуры, когда сатирическая журналистика и поэзия впервые получила возможность сделаться заметным общественным явлением).
На протяжении десяти лет Шумахер сотрудничал с остро-сатирическим журналом Василия Курочкина «Искра», руководимым революционно-демократической группой разночинцев, чему, безусловно, способствовало и родство талантов и личная приязнь этих двух поэтов. Именно сатирический (злободневный) талант и определил основное значение Петра Шумахера в глазах современников. Например, в некрологе по случаю смерти поэта, напечатанном в еженедельнике «Артист», было сказано: «Шумахер был по преимуществу сатирик — и только именно в этом роде творчества нельзя не признать его поэтом самостоятельным. Во многих вещах этого жанра он (как по направлению, так и по лёгкости слога и тонкой игривости) напоминает знаменитого Беранже». А вот ещё одна цитата из литературной рецензии В. С. Курочкина: «Стихотворения его, всегда оригинальные по форме, иногда исполнены глубокого юмора, а многие из них имеют в высшей степени серьёзное общественное значение как резкие и правдивые сатиры». В этом контексте нельзя не заметить, что общественно-политическая сатира Шумахера (к примеру, его «Сказка про белого царя», «Изображенье Российского царства», «Сердце царёво в руце Божией» и др.), как это ни парадоксально звучит, и не позволила в полной мере проявиться оригинальности его таланта. И так произошло прежде всего потому, что она была в целом типичной для времени александровских реформ: это было время едва ли не всеобщего расцвета стихотворной памфлетистики, очень редко проходившей сквозь мелкое сито цензуры, но зато широко ходившей в списках, а затем издаваемой в заграничных изданиях.
У Цепного моста

Видел я потеху:

Черт, держась за пузо,

Помирал со смеху.

«Батюшки! нет мочи! —

Говорил лукавый. —

В Третьем отделеньи

Изучают право!

Право на бесправье!..

Этак скоро, братцы,

Мне за богословье

Надо приниматься».

1870-е годы
Однако, в силу своего характера Шумахер не входил также и в устойчивый круг оппозиции, не присоединился ни к одному из кружков русских революционеров или нелегалов, хотя сам постоянно интересовался запрещённой литературой (читал, к примеру, издания Герцена и ещё в пору своей нижегородской жизни познакомил с ними Тараса Шевченко). В целом Шумахер сочувствовал русской политической эмиграции и был в курсе её дел, однако и к ней никогда не присоединился вполне.
В начале 1872 года в Петербурге был отпечатан первый сборник стихов Шумахера «Для всякого употребления», однако это издание сразу же было запрещено цензурой и по требованию суда весь тираж книги (кроме единственного уцелевшего экземпляра, присланного автору для корректуры) уничтожили. Против Шумахера было немедленно возбуждено уголовное дело по статьям: 1001 (цинизм) и 1045 (политические нападки против существующего строя). Не желая участвовать в заранее предсказуемом судебном и политическом фарсе, поэт спешно покидает Россию и выезжает за границу.
После выезда за границу хлопоты по изданию книги Шумахера взял на себя Тургенев (поскольку дело с уничтожением сборника было изрядно нашумевшим). Ему удалось договориться с немецким издателем И. Боком и в 1873 году в Берлине вышел небольшой сборник Петра Шумахера «Моим землякам. Сатирические шутки в стихах». А после долгих переговоров и финансовых разбирательств в 1880 году у того же издателя вышел также и второй выпуск под тем же названием (включивший в себя и новые стихотворения, написанные уже в эмиграции). По всей видимости, в этом деле Шумахера заботили скорее коммерческие вопросы, чем авторское самолюбие…, хотя и гонорар за оба издания оказался весьма скромным, так и оставшись невыплаченным в полной мере.
В начале 1878 года окончательное расстройство материальных дел заставило Петра Васильевича вернуться в Россию и переехать в Москву. И хотя его выступления на вечерах «Московского Артистического кружка» снова пользуются большим успехом, однако всё более ухудшающееся здоровье мешает театральной деятельности. В 1880-е годы Шумахера ждала печальная судьба «приживалы». Он с трудом сводит концы с концами, постоянно пользуясь помощью (и гостеприимством) своих поклонников и друзей: Николая Кетчера, доктора Петра Пикулина, а также московского гражданского губернатора Василия Степановича Перфильева и его жены Прасковьи Фёдоровны.
В эти годы Шумахер — постоянный «гость» пикулинских обедов, на которых собираются известнейшие писатели и учёные: Б. Н. Чичерин, А. В. Станкевич, И. Е. Забелин, Е. Ф. Корш, А. А. Фет, К. Д. Кавелин, К. Т. Солдатёнков и многие другие местные знаменитости. Между прочим, близкая дружба завязывается между Шумахером и племянником Пикулина, впоследствии известнейшим коллекционером и меценатом П. И. Щукиным, который регулярно снабжает своего нового приятеля книгами и с удовольствием собирает его стихотворения. Впрочем и в эти (трудные для себя) времена Шумахер продолжает исправно наигрывать роль стареющего Вакха. Его письма к Щукину полны традиционных острот в прежнем духе, хотя от них за версту веет усталостью.

«…Бросаю перо и устремляюсь на бульвар. Не удаётся больше рассказать Ивану Яковлевичу Пикулину (конечно, это между нами), каких я там встречаю девиц и какие свожу с ними интриги, водя по две или три мамзели в номер гостиницы! Сюблим! <…> О половых органах нынче не читал. Эта книга из разряда гауптвахты (для меня). В мои-то цветущие лета я только под хмельком иду в гости к Эроту; а Гаммон говорит, что вино для любви вредно? Не глупее его были древние. Конечно, они не пили водки».

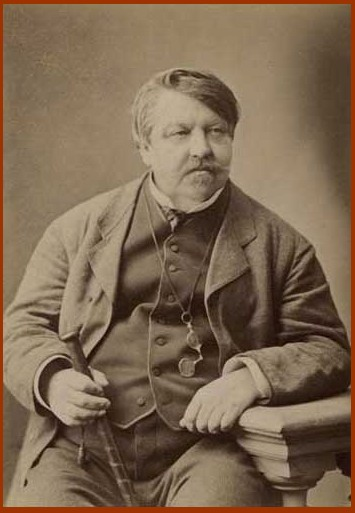
Пётр Шумахер в предпоследнюю пору своей жизни (ок.1886)

В 1879 году в Москве выходит в печати единственный изданный на родине при жизни поэта сборник стихотворений Шумахера под весьма символическим названием «Шутки последних лет». Примерно в том же духе домашней поэзии он упражняется и в 1880-е годы. В письме к П. Ф. Перфильевой он даёт примерно такое (цинически трезвое) самоопределение своего творчества: «Признаться, меня очень позабавило обращение в письме Вашем: „Cher poёte“. Ну какой же я поэт? Я — певчий скворец. Без лирики нет поэзии. А у меня…, какая у меня лирика, дальше шутки в стихах ничего нет!» (достаточно любопытно сравнить эти строки из письма Шумахера с его же стихотворением 1880 года «Какой я, Машенька, поэт?»)
Однако, что весьма показательно с точки зрения психологической, неизменно саркастическое отношение Шумахера вызывает именно эта, настолько диссонирующая с картинами повседневной жизни «чистая лирика» — в творчестве Фета, Майкова и близкого к ним числа поэтов, чистых лириков. Не раз и не два (точно так же, как и Козьма Прутков) он обращался к творчеству этих поэтов, чтобы написать «на них и для них» весьма дерзкие и лягновенные пародии. По кругу чтения и отзывах в письмах хорошо заметно, до какой степени все вкусы Шумахера погружены в прошлое. Особенно близок ему галантный XVIII век французской литературы и, говоря шире — вообще традиции фривольной (и даже скабрёзной) европейской фантазии, знатоком и ценителем которой он был всегда. Снова и снова Шумахер перечитывает французскую эротическую поэзию, «штудирует и смакует» новеллы Маргариты Наваррской (и более всех, разумеется, «Гептамерон»), а также немецкие и итальянские образцы пониженного, площадного юмора.
Последние годы Шумахер прожил в крайней бедности, не имея ни своего угла, ни какого-либо устойчивого источника дохода. То и дело переезжая из дома Перфильевых на дачу Пикулиных, в конце концов, старый поэт (певчий скворец) 1887 года оказался в странноприимном богадельном доме графа Сергея Шереметева (для бездомных бедняков) на Сухаревке, где ему (по личному распоряжению его сиятельства) выделили отдельную светлую и просторную комнату. Здесь он прожил ещё несколько лет вплоть до своей кончины, немного не дотянув до своего 74-летия.
Пётр Шумахер умер 11 мая 1891 года, и был похоронен (согласно его завещанию) в Кусковском парке под «кудрявой и развесистой рябиной со скворечником».
В качестве благодарности графу Шереметеву Шумахер завещал ему все свои рукописи, архив и переписку. Впрочем, последний подготовленный автором сборник «Стихи и песни» был издан графом Шереметевым только спустя одиннадцать лет после смерти поэта, в 1902 году, и снова, как и при жизни поэта, до неузнаваемости изуродованный цензурой.

## Краткий очерк творчества
Какой я, Машенька, поэт?

Я нечто вроде певчей птицы.

Поэта мир — весь божий свет;

А русской музе тракту нет,

Везде заставы да границы.

И птице волю дал творец

Свободно петь на каждой ветке;

Я ж, верноподданный певец,

Свищу, как твой ручной скворец,

Народный гимн в цензурной клетке.

1880
Поэзию Шумахера неизменно отличала живость ума, искусная рифмовка и непринуждённость слога. Многие его стихотворения представляют собой своеобразные живые сценки, монологи персонажей, а также имеют специфически песенную форму куплетов с рефреном. Василий Курочкин, продолжительное время сотрудничавший с Шумахером в качестве издателя и редактора, называл его «замечательным поэтом-сатириком».
Сатирические стихотворения Шумахера своим остриём были направлены против самодержавия, полицейского произвола и крепостничества. За способность мгновенно схватывать нерв и остро откликаться на события общественно-политической жизни современники сравнивали его с Беранже. Стихотворение «Сказка про белого царя» (1859), в издевательской форме обличавшее Николая I, было широко распространено в списках и ходило по рукам как «вольнодумное произведение».
Однако по вполне понятным причинам цензура и Третье отделение ценили творчество поэта значительно меньше. Тираж первой книги автора был уничтожен, многие стихи были опубликованы в значительно урезанном и искажённом виде вследствие цензурных запретов, а большая часть произведений увидела свет только после Октябрьской революции. В ходе судебного процесса 1872 года, связанного с запрещением и уничтожением тиража сборника «Для всякого употребления» главный «критик» (прокурор) вменял в вину Шумахеру «неприличное осмеяние великих реформ Петра», «осмеяние награждения орденами, исходящей от высочайшей власти», а в стихотворении «Пруссофобы» также и «осмеяние национальности, многие представители которой стояли и стоят в высших сферах».
К концу жизни поэт заметно сдаёт от бурной жизни, а также устаёт от бесплодной борьбы с цензурой. В годы усиления реакции Александра III политическая сатира в его произведениях становится менее хлёсткой и зубастой, а взгляды его приобретают более умеренный, отчасти старческий характер. Однако и в последние годы жизни влияние поэта не исчезало вовсе, да и Третье отделение никогда не выпускало из поля своего зрения его оппозиционные произведения.
Слава поэта (в силу сугубой злободневности его сатир) оказалась недолговечной, и спустя уже 19 лет после его смерти статья, напечатанная о нём в журнале «Исторический вестник», уже вышла под более чем красноречивым заголовком: «Забытый поэт-сатирик».
Однако творчество Шумахера далеко не исчерпывалось одними только сатирическими произведениями. Его другие «нецензурные» (в прямом смысле слова) творения на «вечные темы» всё же значительно пережили его самого. И, несмотря на то, что до настоящего времени не известно какой-либо крупной подборки «пикантных стихов» Шумахера, его срамная поэзия, продолжающая лучшие традиции Парни, Баркова и Пушкина, доказала свою жизнеспособность (в отличие от злободневных и потому краткосрочных публицистических сатир). Н. Ф. Бельчиков, изучавший рукописный архив поэта в конце 1920-х годов, постарался дать самую общую характеристику попавших к нему в руки текстов:

«…Шумахер был также крупным мастером фривольной макаронической поэзии, избирая порой сюжеты весьма пикантного свойства. В этом смысле он — прямой продолжатель традиции Баркова и др. <…> Потому совершенно понятна склонность Шумахера в последние годы к макаронической поэзии как к средству противопоставить ненавистной светской лжи изображение грубых, но искренних страстей. Эротика Шумахера нам представляется своеобразной самозащитой его от „ужасов“ российской реальности. Стихотворения этого рода („Отречение“ 1880, „Идиллия с элегией“ 1882, „Современный этюд“ 1882 и др.) не только эротичны. Сквозь эротику автор высмеивает глупость и тупость тогдашнего офицерства, или клеймит прогнившего насквозь бюрократа, или преследует атеистическую цель. К сожалению, среди этих стихотворений есть грубо-циничные. Шумахер в угоду друзьям спускался подчас до уровня самой плоской эротики».
Однако если судить по поздним письмам и стихотворениям Шумахера и по описанию его жизни в 1880-е годы (оставленному П. И. Щукиным), становится понятно, что после своего возвращения в Москву шестидесятилетний поэт уже был далёк от барковских упражнений в гиперсексуальном творчестве. В это время его стиль сводится в основном к «эротическим намёкам» или почти романтической сублимации в стихах, обращённых к некоей идеальной поэтической героине (Машеньке).
Когда в тебе горит огонь в крови

И хочешь ты, чтоб страсть твоя погасла,

Чтоб лютый жар остыл в твоей крови, — 

Прими, мой друг, касторового масла.

1870-е
Естественным образом, активное творчество поэта в «похабном и смешном» духе пришлось на более ранний, самый активный период его разгульной полу-поэтической жизни (1840—1850-х годов), а потому и контингент его читателей радикально отличался от московского кружка Пикулина — Кетчера. В этой связи прежде всего обращают на себя внимание тесные и устойчивые связи Шумахера с театральной средой, группировавшейся вокруг известного актёра М. П. Садовского. Именно здесь и бытовала та циничная и восторженная среда, где активно сохранялись и поддерживались традиции рукописной «барковщины» и ходили по рукам разные сборники подобного рода.
Однако и позднее Шумахер сохранил свои прежние связи и до него регулярно доходили списки подобной фривольной литературы (как правило, не поэтического, но актёрского или графоманского сочинения). В частности, в 1884 году Шумахер пересылал Щукину и Пикулину некий рукописный экземпляр крайне непристойной (обсценной) перелицовки (пародии) на «Горе от ума» некоего актёра Дольского. В этой связи особенно показателен сам факт неизменной вовлечённости Шумахера в процесс не только написания, но и распространения списков порнографической поэзии.
Одновременно и его собственные стихи «старого» сочинения продолжали циркулировать (и не только «между друзьями», но и в цензурных сферах). Один из знакомых Шумахера, учёный и общественный деятель Д. В. Каншин сообщал стареющему поэту в своём письме от 21 апреля 1884 года из Петербурга:

«…Стихи Ваши заставляли смеяться всех, кому я читал их, — юмор Ваш не стареет, а напротив, кажется добрее и сильнее прежнего. А если „друг печальный мой“ уже стал совсем не тот…, что уж тут прикажете делать! — Это обычный удел наших преклонных лет, но ведь и этому всегда можно помочь — стоит только разбудить воображение чтением литературы, посвящённой Эросу».
Жопа — барыня большая, 

Жопа — птица не простая, 

Жопа — шельма, жопа — блядь, 

Жопа любит щеголять! 

Жопу рядит вся Европа, 

В кринолинах ходит жопа, 

Жопой барышни вертят, 

Жопы дуются, пыхтят, 

Жопа чванится не в меру, 

Приближаясь к кавалеру, 

Нужно жопу почитать

И не сметь руками брать —

Впрочем, это и не диво, 

Жопа слишком щекотлива, 

Много смыслу в жопе есть. 

Жопе — слава, жопе — честь, 

Жопе дал почёт обычай, 

Вовсе б не было приличий, 

Обратились мы в ничто б, 

Если б вдруг не стало жоп.

1860-е
Пожалуй, наибольший резонанс из приписываемых Шумахеру срамных стихотворений имел уже не раз упомянутый сборник «Между друзей», сначала ходивший в списках, а затем выпущенный в 1883 году лейпцигским издателем Э. Л. Каспровичем в веймарской типографии Г. Ушмана. Некоторые исследователи приписывают авторство всех 80 стихотворений этого сборника — Петру Шумахеру. Однако текстологический анализ позволяет разделить эти стихотворения на несколько стилистических групп, одна из которых и в самом деле близка (или даже тождественна) творчеству Шумахера. В частности, к этой группе можно отнести стихотворения «Элегия», «Четыре времени года», «Домик в уездном городе Н.» и ещё с десяток им подобных. И в самом деле, тема телесного «низа», сублимации физиологических проблем и трудностей, а также внимание к нарочито опрощённым сторонам быта во все периоды творчества были характерны и для вполне «печатной части» поэзии Шумахера, а в лучших образцах роднили его с творчеством Козьмы Пруткова.
Наиболее показательными в этом смысле являются несколько кратких стихотворений 1870-х годов (например, «Рецепт», «Российская идиллия» (подражание Майкову) или «Мать-природа»), включённых в подготовленный автором незадолго до смерти сборник «Стихи и песни» (опубликованный графом Шереметевым посмертно в 1902 году). В них текстовое и стилистическое сходство с некоторыми стихами сборника «Между друзей» является бесспорным, а от «нецензурной» лексики отделяет всего один шаг (по части богатства словарного запаса). К примеру, в замечательно тонко выписанной карикатуре «Красный и сивый» постоянным рефреном повторяется одна и та же навязчивая фраза: «Я ничего не знаю, у меня глисты!»
Достаточно курьёзно, что знаковым обозначением богатства подобного стиля для самого Шумахера в 1880-е годы стало имя не кого-нибудь, а Эмиля Золя, получившего в России репутацию не просто натуралистического, но и «грязного, порнографического» писателя. Однако при этом ни стиль, ни традиции подобного стихосложения для Шумахера не были связаны с творчеством французского романиста, а восходили скорее к «натуральной школе» и «физиологическому» фельетону в российской литературе середины XIX века.
Как практически прямое указание на авторство Шумахера для практически всех «пердёжных стихов», находящихся внутри сборника «Между друзей», можно расценить отдельную строку из стихотворения «Пердёж», в которой напрямую упомянут "сборник мой «Кислобздей». Известный московский актёр Н. С. Стромилов[кто?] в своём письме так сообщал о приезде Шумахера в Москву в середине 1860-х годов: «…Шумахер всё тот же, выпил в Сокольниках два штофа водки и снова читал нам свои кислобздёшные оды». Таким образом, можно сделать однозначный вывод, что хотя в сборнике «Между друзей» и участвовало несколько авторов, однако основу книжки составила подборка текстов именно Петра Шумахера, к которому отсылают даже самые названия его книг: «Моим землякам» или «Шутки последних лет», поскольку он и сам настаивал на своей номинации как несерьёзного шутейного поэта, для которого нет ничего святого. В 1885 году Шумахер писал П. И. Щукину:

«…Всякий цинизм или, говоря по-русски, похабщина тогда хороша, когда набросана или написана если не высоким, то хорошим художником».
Нет сомнений, что в лучших образцах своей сатиры или «цинизма» силой своего живого ума и вдохновения Шумахер достигал поставленной перед самим собой планки высокой или хорошей литературы.

## Издания произведений и источники
- Для всякого употребления. Санкт-Петербург, 1872 (издание запрещено цензурой и уничтожено).
- Моим землякам. Сатирические шутки в стихах. Кн. 1. Берлин, 1873.
- Шутки последних лет. Москва, 1879.
- Моим землякам. Сатирические шутки в стихах. Кн. 2. Берлин, 1880.
- Между друзьями (без указания авторства). Лейпциг, Веймар, 1883.[комм. 3]
- Моим землякам. Сатирические шутки в стихах. Кн. 1-2. Женева, 1898.
- Стихи и песни. Москва, 1902.
- Стихотворения и сатиры. Вступит. статья, редакция и примечания Н. Ф. Бельчикова. «Библиотека поэта». Большая серия. Ленинград, 1937.
- Поэты-демократы 1870—1880-х годов. Библиотека поэта. Большая серия. Ленинград, 1968 (сборник разных авторов).
- Стихи не для дам, русская нецензурная поэзия второй половины XIX века. Москва, 1994 (сборник разных авторов).
- Поэты-демократы 1870—1880-х годов. Библиотека поэта. Большая серия. — «Советский писатель», ленинградское отделение, 1968 г. 784 с.
- Ник. Смирнов-Сокольский. Для всякого употребления. Рассказы о книгах. Издание пятое. М., «Книга», 1983.

## Комментарии
1. ↑  В настоящее время этот единственный уцелевший экземпляр (перекочевавший из архива Шумахера сначала в архив графа Шереметева, а затем в собрание Н. П. Смирнова-Сокольского) хранится в Российской государственной библиотеке.
2. ↑  Например, к одному из своему «натуралистических» стихотворений «Зимняя любовь» Шумахер предпосылает именно такой (слегка рифмованный) подзаголовок: «А-ля Золя».
3. ↑  На самом издании указаны заведомо вымышленные выходные данные: «Царьград, в типографии Симониус и К°.», а на титуле после заглавия указано ещё раз: «Царьград, в книжном магазине Симониус и К°. (Галата)»